# Вутеве (гора)
Гора Вутеве (англ. Mount Wuteve) — вершина, расположенная в Либерии, самая высокая точка страны. Расположена в горной цепи на Гвинейском нагорье, родительским ареалом которой являются горы Западной Африки. Данные из топографической миссии шаттла показывают, что верная высота её вершины составляет 1440 метров, а не ранее упомянутые 1380 метров.

## География
Вутеве находится в Западно-Африканским горах на Гвинейском нагорье. Расположена на территории Либерии в графстве Лофа и является высочайшей вершиной Либерии, хотя среди самых высоких гор стран мира, находится лишь на 151 месте. Высота вершины — 1440 м. Ближайшие горы — хребет Симанду в Гвинее. Среди местных жителей племени лома Вутеве также известен как гора Вологизи.